# جان گوردون
جان برتراند گوردون (انگلیسی: John Bertrand Gurdon؛ زاده ۲ اکتبر ۱۹۳۳) یک دانشمند در زمینه زیست‌شناسی رشد اهل انگلستان است.
وی همچنین برنده جوایزی همچون جایزه نوبل فیزیولوژی و پزشکی شده است.